# Kytlice
Kytlice (deutsch Kittlitz) ist eine Gemeinde in Tschechien. Sie liegt sieben km nördlich von Nový Bor und gehört dem Okres Děčín an.

## Geographie

### Geographische Lage
Kytlice liegt in 462 m ü. M. am Oberlauf der Kamenice (Kamnitz) im Lausitzer Gebirge, dessen südlicher Teil daher auch als Kytlická hornatina (Kittlitzer Bergland) bezeichnet wird. Der vollständig von Wäldern und Bergen umgebene Ort lebt heute v. a. vom Tourismus. Neben dem Stříbrný vrch (Silberberg, 613 m) umgeben der Javor (Ahrenberg, 693 m), Sokol (Hackelsberg, 668 m) und Malý buk (Kleiner Buchberg, 712 m) den Ort. Bekannte Berge sind außerdem der Stožec (Schöber) (6 km nordöstlich), der Jedlová (Tannenberg) (6 km nordnordöstlich), der Klíč (Kleis) (4 km südöstlich) und der Zlatý vrch (Goldberg) (5 km westlich). An der durch das Kamnitztal führenden Bahnstrecke Děčín–Varnsdorf bestehen in Kytlice und Mlýny zwei Haltestellen.

### Gemeindegliederung
Die Gemeinde Kytlice besteht aus den Ortsteilen Dolní Falknov (Nieder Falkenau), Falknov (Falkenau), Hillův Mlýn (Hillemühl 2. Teil), Kytlice (Kittlitz) und Mlýny (Hillemühl 1. Teil). Grundsiedlungseinheiten sind Dolní Falknov, Hillův Mlýn, Kytlice und Mlýny.
Das Gemeindegebiet gliedert sich in die Katastralbezirke Dolní Falknov, Falknov und Kytlické Mlýny.

## Geschichte

### Kytlice
Kittelwitz entstand 1758 auf dem Gelände des Hüttengutes der aufgegebenen Glashütte Falkenau. Entlang des Weges nach Blottendorf reihten sich südlich die Häuser des Neudorfes hinauf bis in die Berge. Auch entlang des Kirchsteiges nach Ober Preschkau wurden Häuser gebaut. Zwischen 1777 und 1782 erfolgte der Bau einer eigenen Kirche, die zu großen Teilen von dem Theologen Anton Bernhard Gürtler (1726–1791) finanziert wurde.
Kittlitz wurde 1848 zu einer selbständigen Gemeinde, aber bereits 1850 mit Falkenau zur Gemeinde Falkenau vereinigt. Seine Bewohner lebten vor allem von der Glaserzeugung, Glasmalerei und Glasschleiferei. Infolge der Krise des Glasmacherhandwerks wanderten zwischen 1870 und 1880 mehrere Familien nach Deutschland bzw. Brasilien aus. Im Jahre 1900 hatte Kittlitz 1001 Einwohner. Durch den aufkommenden Tourismus wurde das Dorf zu einer beliebten Sommerfrische.
Nach dem Zweiten Weltkrieg und der Vertreibung der deutschen Bevölkerung erlosch 1948 das Glasmacherhandwerk im Ort. Die Einwohnerzahl sank um zwei Drittel und viele der Häuser waren nicht mehr bewohnt, sondern dienten als Ferienhäuser. 36 Häuser wurden abgerissen.
Im Winter wird am Stříbrný vrch ein Skilift betrieben.

### Dolní Falknov
Am rechten Kamnitzufer entstand 1668 ein Gasthaus, zu dem im Laufe des 18. Jahrhunderts weitere Häuser hinzukamen und zum Dorf Nieder Falkenau wuchsen. Die Schänke, die sich bis 1945 im Besitz der Familie Zippe befand, war auch das Geburtshaus des Naturforschers Franz Xaver Zippe. 1891 wurde am Haus eine Zippe-Gedenktafel angebracht, die 1963 beim Abriss verloren ging. Seit Beginn des 20. Jahrhunderts gehörte Nieder Falkenau zu Kittlitz. 1994 wurde für den berühmten Sohn des Ortes ein neuer Gedenkstein errichtet. Im Wald verborgen liegt ein Teich, der seit 1907 als Bad genutzt wird.

### Falknov
Das links der Kamnitz am Hang des Silberberges gelegene Falkenau ist der älteste Ortsteil. Möglicherweise befand sich an seiner Stelle das nach 1471 während der Hussitenkriege wüst gefallene Dorf Neuhausen, dessen Glashütte seit 1443 in Betrieb gestanden hatte.
1530 errichtete der Glasmacher Paul Schürer aus Aschbergk (Ansprung) in den Wäldern eine Glashütte. Um die Hütte entstand eine Glasmachersiedlung, die von Einwanderern aus Sachsen errichtet wurde. Den Mittelpunkt des Ortes bildete das Hüttenmeistergut, zu dem neben einer Brauerei, Mahl- und Brettmühle auch umfangreicher Grundbesitz gehörte. Die seit 1592 geadelten Schierer von Waldheimb/Schürer von Waldheim betrieben die Hütte bis ins 18. Jahrhundert.
Zu dieser Zeit hatte der holzintensive Hüttenbetrieb zu einer Abholzung der umliegenden Wälder geführt. Die daraus resultierende Holzteuerung trieb die Produktionskosten in die Höhe und die Familie verlegte ihre Wohnsitze in das nördliche Waldviertel. Leopold Valentin Schürer veräußerte 1731 den unrentablen Glashüttenbetrieb. Der Holzmangel verlasste seinen Nachfolger Johann Josef Kittel (Glasmacher) (1723–1788) 1750 zur Stilllegung der Hütte. Er gründete eine Glasschleifmühle, weitere Glashütten in Chwalkow und Röhrsdorf und verkaufte 1769 seinem Schwiegersohn Anton Riedel die Glashütten in Friedrichswald und Neuwiese. Er parzellierte das Hüttenmeistergut in Falkenau und verpachtete die Flächen zur Bebauung. Die dadurch entstandene Siedlung Kittelwitz, benannt nach dem Familiennamen der Glasmacher und Glashändler Kittel, wuchs rasch an.
Mit der Ablösung der Patrimonialherrschaften wurde Falkenau 1848 eine selbständige Gemeinde und 1850 wurde Kittlitz eingemeindet.

### Hillův Mlýn/Mlýny
Das sich entlang der Kamnitz erstreckende Hillemühl hat seinen Ursprung in einer herrschaftlichen Sägemühle der Wartenberg (böhmisches Adelsgeschlecht), die um 1550 am linken Kamnitzufer entstand. 1670 ließ der Besitzer der Herrschaft Kamnitz, Johann Oktavian Graf Kinsky, bei der Mühle einen Ort anlegen. Im 18. Jahrhundert kamen eine Mahlmühle und Glasschleiferei hinzu. Aber auch auf dem zur Herrschaft Bürgstein gehörigen rechten Ufer erfolgte eine Besiedlung. Der Ort wuchs weiter nach Osten bis an Nieder Falkenau. Entlang des Flüsschens entstand eine Vielzahl von Glasschleifereien sowie Kuglereien und Farbmühlen, deren Anzahl von 14 im Jahre 1795 innerhalb von 100 Jahren auf 46 anstieg. Der St. Georgenthaler Unternehmer Anton Münzberg errichtete 1824 eine mechanische Spinnerei.
Die Eröffnung der Strecke der Böhmischen Nordbahn von Bodenbach nach Warnsdorf brachte Hillemühl 1869 einen Bahnhalt und 1887 wurde dieser zu einem Bahnhof ausgebaut. 1896 entstand eine Glashütte, die 1928 wieder stillgelegt wurde.
Nach der Ablösung der Grundherrschaften im Jahre 1848 bildete Hillemühl 1. Teil eine selbständige Gemeinde im Bezirk Tetschen und Gerichtsbezirk Böhmisch Kamnitz, während der an Nieder Falkenau grenzende obere Ortsteil als Hillemühl 2. Teil zur Gemeinde Falkenau und damit zum Bezirk Leipa und Gerichtsbezirk Haida gehörte.
1931 entstand das Waldtheater Hillemühl. Sein Gründer war Franz Marschner, aus der Industriellenfamilie Marschner u. a. in Ober-Kamnitz, nach 1949 Handelsvertreter in München. Während der Vertreibung der Deutschen aus der Tschechoslowakei wurde Marschner 1946 ausgewiesen, seine Frau erschlagen und die Waldbühne, auf der zuletzt 1939 gespielt wurde, geriet in Vergessenheit. 1990 wurde der Spielbetrieb wieder aufgenommen. Auf Initiative von Karel Krejčí erfolgte 2003 eine Wiederherstellung des ursprünglichen Zustandes der Bühnen und der Zuschauerplätze. Zum Betrieb gründete sich ein Musik- und Theaterverein.

## Kultur und Sehenswürdigkeiten
- Kirche des Hl. Antonius von Padua, einschiffiger Barockbau von 1776 bis 1782
- Friedhof mit Grabsteinen der Familie der Glasindustriellen Kittel, der Textilindustriellen Gürtler, u. a. in Deutsch Gabel, mit Gedenktafeln für Anton Bernhard Gürtler (1726–1791) und Alfred Gürtler (1875–1933)

## Söhne und Töchter der Gemeinde
- Johann Leopold Riedel (* 1726 in Falkenau (Falknow), Bez. Böhmisch Leipa, † 1820 in Christiansthal, Gem. Friedrichswald (Bedrichov), Bez. Reichenberg (Liberec)), Glasfabrikant, Vater des Anton Riedel (1761–1821) und Karl Josef Riedel (* 1763 in Christiansthal, † 1843), den Begründern der beiden bedeutenden Zweigen der Glasmacherfamilie Riedel, und Vetter des J.J. Kittel in der Antoniwalder Hütte. Er erlernte die Glasfabrikation bei seinem Vater Johann Karl Riedel (* 1701 in Pablowitz, Bez. Dauba) und die Glasmalerei in der Falkenauer Glashütte. Bedeutender Förderer in künstlerischem und unternehmerischem Sinn;( Unterhalt eines Geistlichen; Elementarschulsunterricht; Modernisierung der Betriebsweise der älteren Iser-Gebirgsglashütten).[6]
- Anton Bernhard Gürtler (* 1726 in Kittlitz; † 1791 in Rom), Dr. theol. (Universität Prag), Domherr am Stephansdom, Beichtvater der Erzherzogin Maria Karolina von Österreich, Bischof von Siena, Domherr in Leitmeritz an der Elbe, päpstlicher Nuntius und Abt in Galdo. Förderer der Seelsorge in seinem Geburtsort Falkenau-Kittlitz. (Kirchenbau 1777 bis 1782).[7]
- Franz Xaver Zippe (* 1791 in Nieder Falkenau; † 1863), Mineraloge und Geologe
- Anton Weiß (* 1801 in Kittlitz; † 1851), Lithograph und Blumenmaler
- Josef Palme (* 1859 in Kittlitz; † 1935), Privatbeamter und Politiker